# Польский спуск (Одесса)
Польский спуск — улица в исторической части Одессы, от Таможенной площади до улиц Греческой (по чётной стороне) и Бунина (по нечётной стороне), оканчивается примыканием к Польской улице. Проходит по дну Карантинной балки.

## История
Известен с 1820 года.
Название дано по близлежащей улице — Польская, места компактного проживания одесских поляков.
Имела также названия — Таможенный спуск (1846), Портовый спуск (1853, 1857), спуск Кангуна (1924, назван в память Моисея Исааковича Кангуна — начальника штаба Красной гвардии, погибшего 1 (14) декабря 1917 года накануне Январского восстания. Название Польский спуск возвращено 18 августа 1994 года.
В ночлежном доме на углу с Ланжероновским спуском (д. 2) останавливались Александр Грин (1896) и Максим Горький (1891), искавшие работу в одесском порту и на судах.
Спуск Кангуна в народной молве именовался Канавой, на Канаве в конце 80-х, начале 90-х жили известные одесские концептуалисты Перцы — Олег Петренко и Людмила Скрипкина. Канава и богемно-художественные тусовки у Перцев описаны в документально-биографическом романе Владимира Яременко-Толстого «Последний диссидент или Vulva Nazium»

## Достопримечательности
- Памятник Потёмкинцам («Потёмкинцам — потомки»)[6]

- Дерибасовская улица соединяется с Польским спуском лестницей[7], по сторонам которой устроен сквер. Участок может быть застроен[8]

- дом купца Томазини (1846)[9].

- Строгановский мост[10][11][12] через Карантинную балку. Длина современного моста 110 м, он построен в первой половине 1980-х годов из железобетона. Первый мост здесь был построен в 1853—1863 годах, архитекторы К. Я. Маевский, Ф. В. Гонсиоровский (с 1862).

## Улица в кинематографе
- На лестнице к этой улице в конце первой серии фильма «Приморский бульвар» происходит объяснение Саши и Даши, после которого Даша уезжает по этой улице на скейтборде.

- На этой же лестнице снималась сцена из детской двухсерийной музыкальной комедии «Приключения Петрова и Васечкина, обыкновенные и невероятные». Упомянутая сцена из фильма известна среди поклонников под аббревиатурой МТЯМ (от четырёх первых слов фразы Васи Петрова: «Могу тебе я, Маша, вмазать так, что ты об этом долго будешь помнить и сразу перестанешь быть строптивой!..»)